# Warkworth (Northumberland)
Warkworth è un paese di 1 574 abitanti della contea del Northumberland, in Inghilterra. Situato nella stretta ansa del fiume Coquet è sede di un castello di fondazione sassone la cui pianta è sovrapponibile a quella del castello di Cuasso in provincia di Varese in Italia.